# Salmó al rentaplats

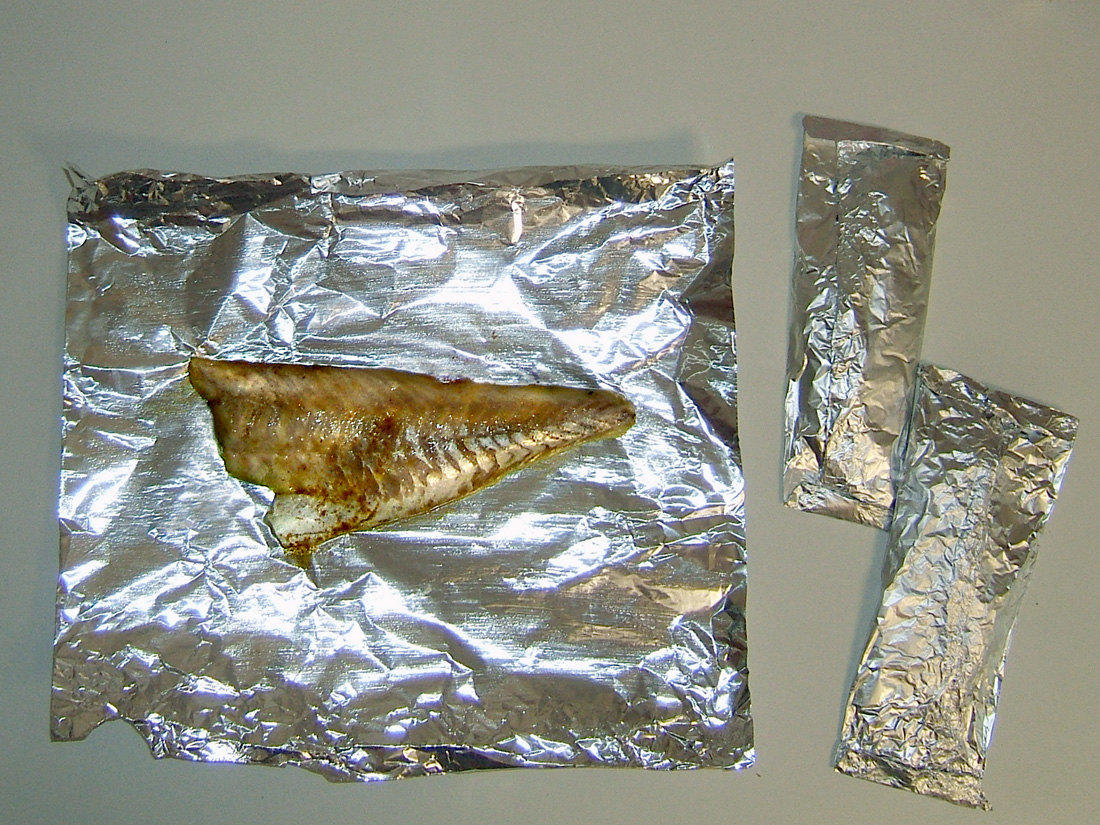
Salmó al rentaplats a punt per ser servit

Salmó al rentaplats és un plat de peix fet amb l'escalfor d'un rentaplats, particularment de la seva fase d'assecat.

## Preparació
Les peces de salmons són especiades i embolicades amb mínim dues capes de paper d'alumini i posat en un rentaplats. El rentaplats es programa amb rentada i cicle sec. Depenent del model del rentaplats, el salmó és cuinat al vapor i madurat. Un avantatge del mètode és que el plat preparat no desprèn olors. Pots rentar els plats alhora, amb la condició que el paquet del salmó sigui estanc.

## Història
Vincent Price havia demostrat la preparació de peixos el 1975 quan apareixia a The Tonight Show amb Johnny Carson. Price va presentar el plat com "un plat que qualsevol ximple pot preparar".
La preparació del plat s’ha presentat a l'espectacle canadenc The Surreal Gourmet organitzat per Bob Blumer el 2002. Els informes sobre el plat han estat publicats per The Wall Street Journal, NBC, BBC, Vogue i CBS News que van entrevistar Kym Douglas sobre el llibre The Black Book of Hollywood Diet Secrets on el plat es presenta.